# Stephen Abraham (Geistlicher)
Stephen Abraham (* im 20. Jahrhundert) ist ein britischer Geistlicher.

## Leben
Stephen Abraham wurde in den 1990er Jahren für die Piusbruderschaft ordiniert.
Nachdem Papst Johannes Paul II. im Jahr 1988 deren Gründer Marcel Lefebvre exkommuniziert hatte, meldete sich Teodoro Ravago Dominguez bei Lefebvre und schlug ihm vor, Missionare auf den Philippinen einzusetzen. Noch im selben Jahr wurde Patrice Laroche, später stellvertretender Leiter des Seminars der Piusbruderschaft in Écône, auf die Philippinen entsandt, um das Terrain zu sondieren und erste Kontakte zu knüpfen. 
Vier Jahre später, 1992, wurde Stephen Abraham zusammen mit Paul Morgan als Missionar der Piusbruderschaft auf die Philippinen entsandt. Morgan und Abraham richteten die Corpus Christi Chapel in Quezon City ein, nachdem sie zunächst von einem Privathaus aus missioniert hatten.
In seiner Zeit auf den Philippinen wurde Abraham des sexuellen Missbrauchs eines Minderjährigen beschuldigt. Bernard Fellay wurde darüber informiert und versetzte schließlich Abraham nach Frankreich. Als zehn Jahre später, diesmal in Frankreich, erneut Anschuldigungen dieser Art gegen Abraham erhoben wurden, wurde dieser angewiesen, nach England zu ziehen und dort in Abgeschiedenheit zu leben, durfte aber weiterhin vor der Gesellschaft als Priester auftreten. 
Kritiker der Piusbruderschaft monieren, diese Organisation erhebe nach außen hin den Anspruch, der regulären katholischen Kirche überlegen zu sein, vertusche aber gleichzeitig Fälle wie den des Stephen Abraham und entziehe sich, unterstützt von nahezu fanatischen Anhängern der traditionellen lateinischen Messe etc., der Verantwortung: „Despite its claims to be so different and superior to the rest of the Catholic Church, actually, it isn't that different at all. In some ways, in fact, because of its claim to superiority, it's able to get away with even more, given the near-fanatical support of so many supporters.“
Abraham schloss sich schließlich Richard Williamson und dessen SSPX Resistance an und lebte mit Williamson zusammen in einem Haus in Broadstairs in Kent, das als ein Hauptquartier der SSPX Resistance gekauft worden war. Er war nicht der einzige Geistliche, der dort Aufnahme fand, nachdem er in den Verdacht des Kindesmissbrauchs geraten war. Ein weiteres Hauptquartier der SSPX Resistance wurde von Giacomo Ballini in Irland eingerichtet. Der Bischof von Derry, Donal McKeown, warnte im Frühjahr 2025 ausdrücklich vor den Aktivitäten der Gruppe, deren Priester „administer sacraments, but do so illicitly - that is, without the necessary faculties and approval of the Church“, und bei der außerdem die Safeguarding-Regeln der offiziellen Kirche, mit denen Kinder vor Pädophilen geschützt werden sollen, nicht griffen.